# Kūkai
Kūkai (en japonès: 空海; Zentsūji, Shikoku, 774 – 835), també conegut de manera postuma com a Kōbō-Daishi (弘法大師, en català: «gran mestre que difon el budisme») fou un monjo budista, funcionari, estudiós, poeta i artista japonès, i fundador del budisme Shingon o «mantra», de la branca Vajrayana o esotèrica. Els feligresos del budisme Shingon s'hi refereixen amb el títol honorífic d'Odaishi-sama (お大師様) i pel nom religiós de Henjō-Kongō (遍照金剛).
És famós com a calígraf i enginyer. Segons la llegenda, a Kūkai se li atribueix la creació del sil·labari hiragana, un dels sistemes d'escriptura de la llengua japonesa i el poema Iroha, el qual va ajudar a estendre i popularitzar l'ús del sil·labari. El poema és un pangrama perfecte, ja que utilitza totes i cadascuna de les vocals i consonants de la llengua japonesa exactament una vegada.

## Biografia

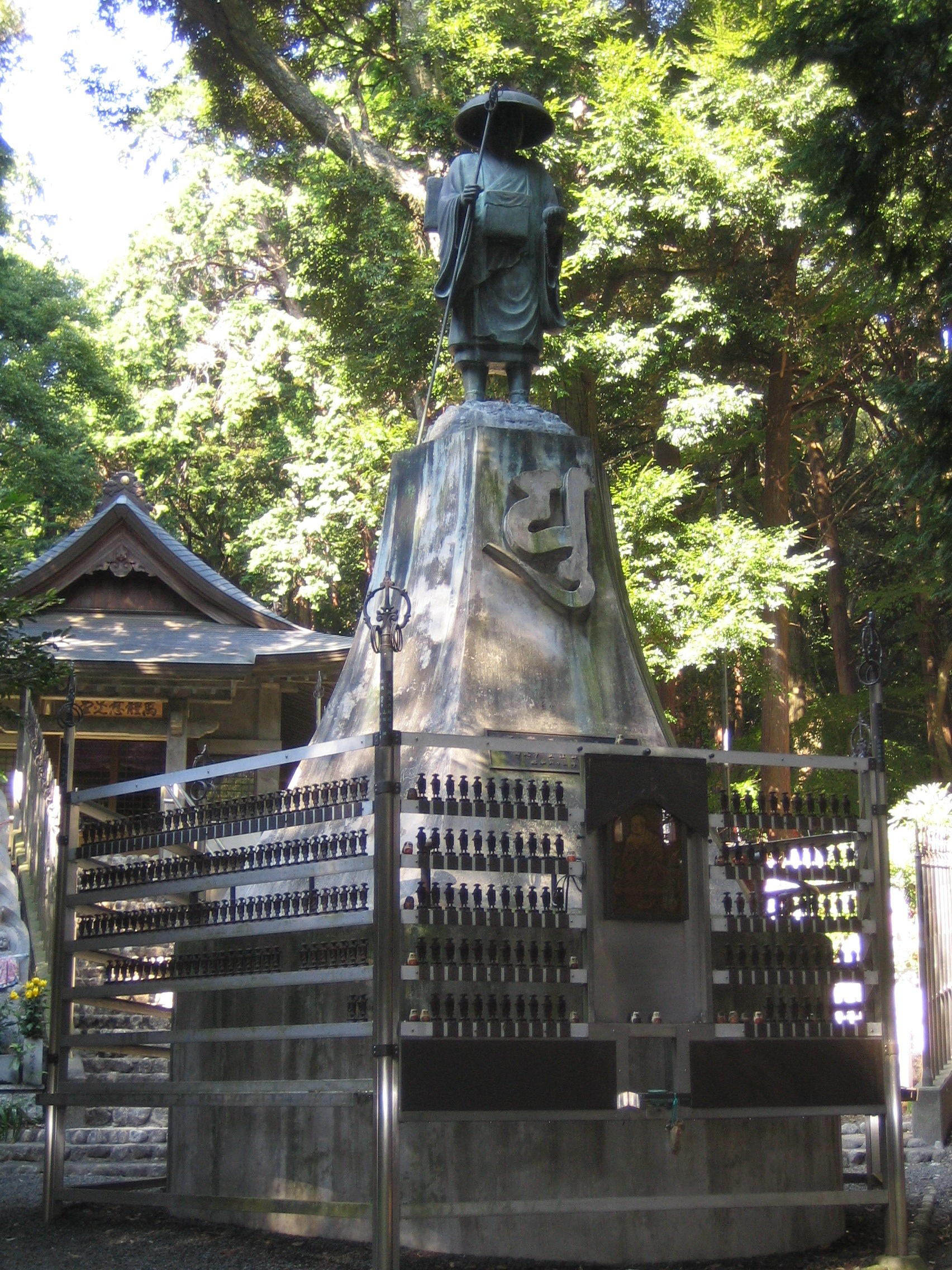
Estàtua de Kukai del temple Zaigaji.

Va néixer a Zentsūji (Shikoku) al si d'una família aristocràtica japonesa, i ben d'hora va començar a estudiar budisme, confucianisme i taoisme, estudis que va dominar àmpliament, la qual cosa li va permetre desenvolupar l'any 798 un treball conegut com Shiki sango (Principi de les tres ensenyaments).
Kobo Daishi va anar a la Xina l'any 804 amb el monjo Saichō, a estudiar el budisme esotèric (Vajrayāna) a Chang'an, la gran capital de la dinastia Tang. Es va fer deixeble de Hui Kuo, un dels mestres més importants del budisme a la Xina. Amb el temps, Kukai va desenvolupar la seva pròpia síntesi de la pràctica i de la doctrina esotèrica centrada en el Buda còsmic Vairocana. El 806 va tornar al Japó i es va fer abat en un temple de Kyoto. Durant aquest temps, va ser el fundador de la secta shingon, una forma esotèrica del budisme japonès.
Durant el 819 va començar la construcció d'un gran temple a la muntanya de Koya o Koyasan. El seu coneixement religiós i cultural li van permetre ser uns dels precursors del sil·labari katakana. Va ser conegut com un gran poeta i un mestre de cal·ligrafia. És un dels autors que van compilar el diccionari més antic del Japó. Va crear una important ruta de pelegrinatge circular que recorria tota l'illa de Shikoku, la seva illa natal, i que consistia a visitar vuitanta-vuit temples. Les llegendes sobre la seva saviesa encara s'expliquen per tot el Japó.

### Primers anys

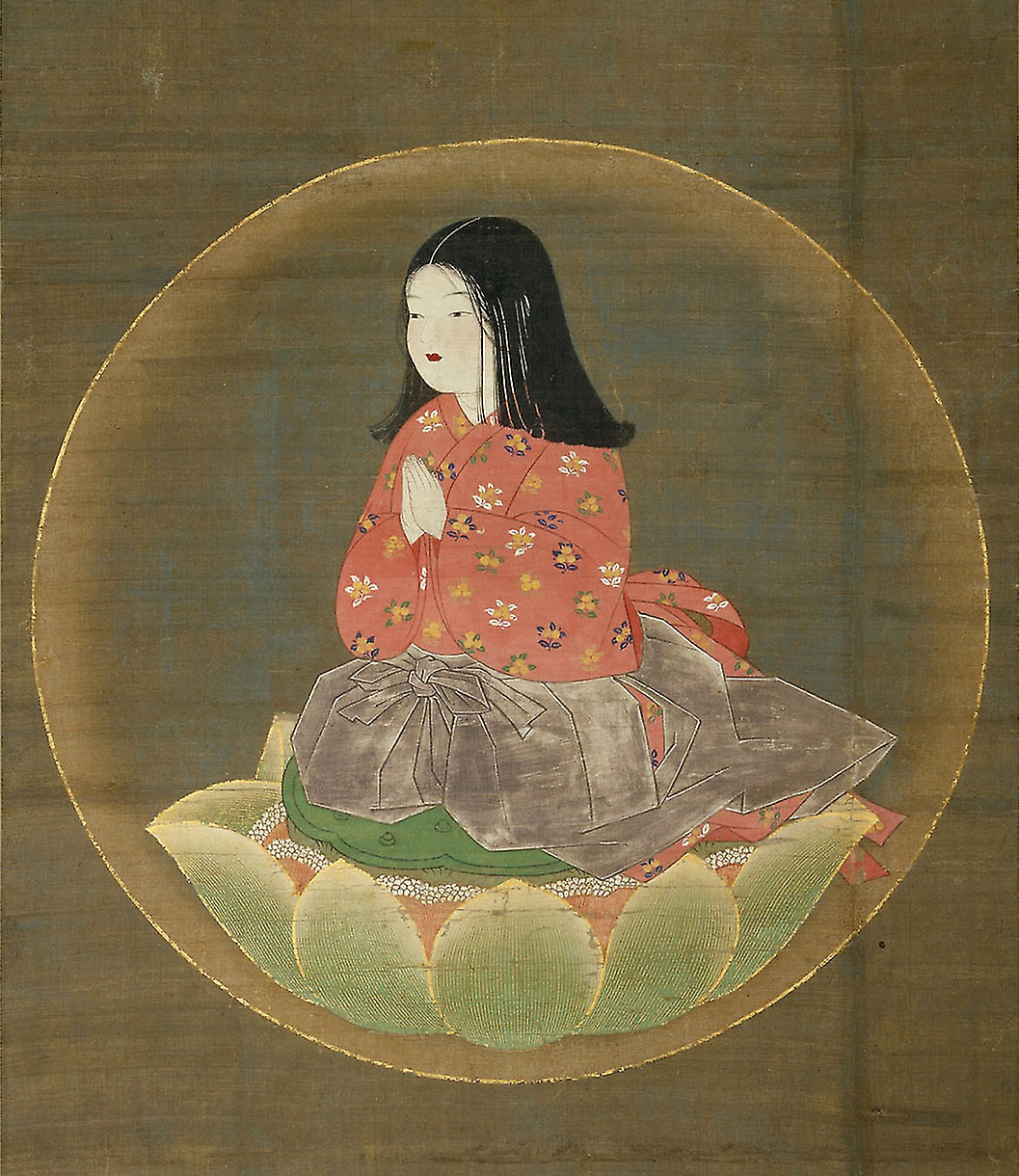
Pintura de Kūkai de nen, conegut pòstumament pel títol Chigo Daishi («El nen gran mestre»). Representa al jove Kūkai volant cap al cel en un lotus, on conversa amb diversos budes. Període Muromachi,.

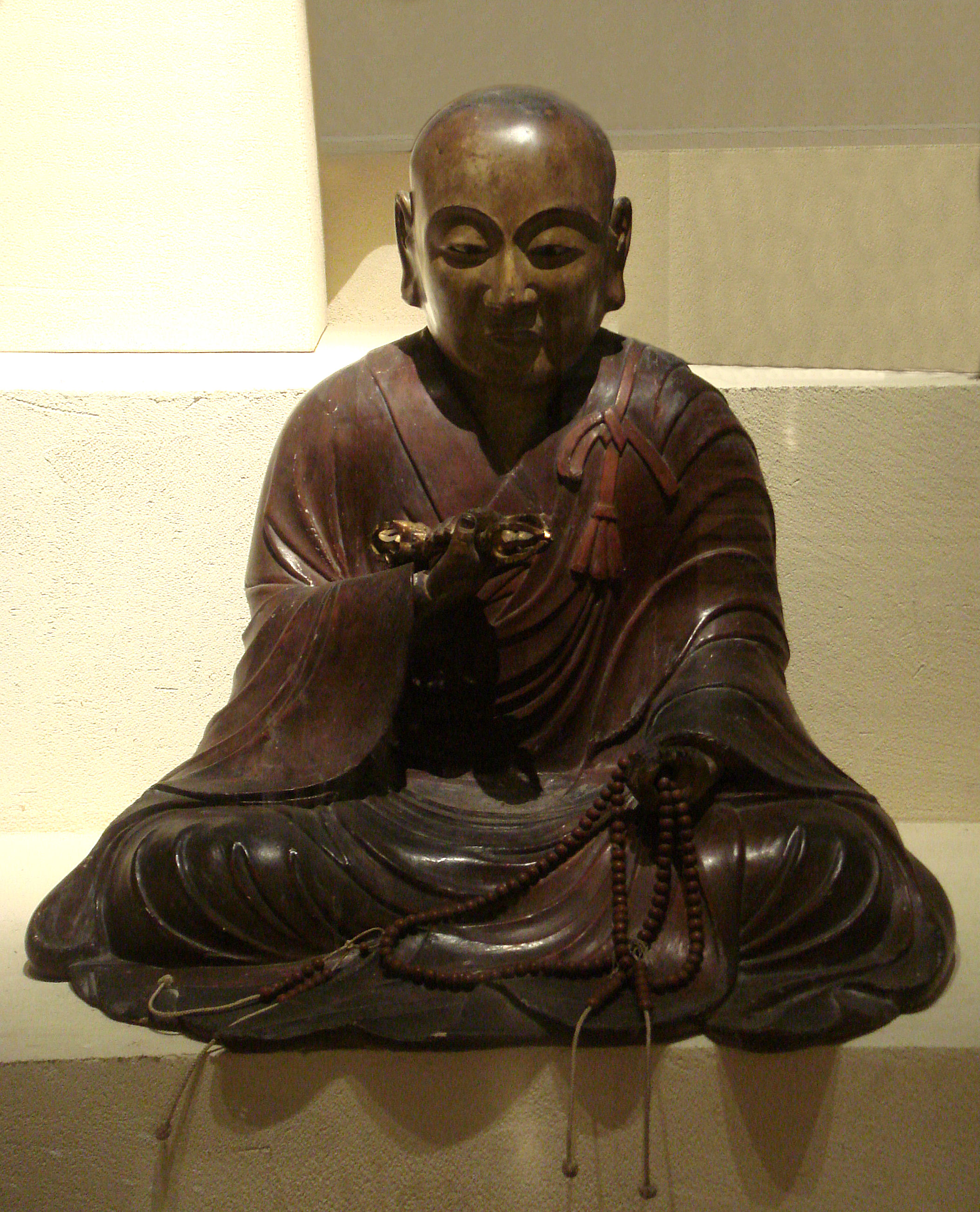
Estàtua de fusta de Kūkai

Kūkai va néixer l'any 774 al recinte del temple Zentsū-ji, a la província de Sanuki de l'illa de Shikoku. La seva família era membre de l'aristocràcia família Saeki, una branca de l'antic clan Ōtomo. Hi ha alguns dubtes sobre el seu nom de naixement: Tōtomono («Preciós») està registrat en una font, mentre que Mao («Peix Veritable») es registra en altres llocs. Mao s'utilitza generalment als estudis moderns. Kūkai va néixer en un període d'importants canvis polítics amb l'emperador Kammu (r. 781–806) que buscava consolidar el seu poder i ampliar el seu regne, prenent mesures que incloïen el trasllat de la capital del Japó des de Nara cap a Heian (l'actual Kyoto).
Poc més se sap de la infància de Kūkai. A l'edat de quinze anys, va començar a ser instruït als clàssics xinesos pel seu oncle matern. Durant aquesta època, el clan Saeki-Ōtomo va patir la persecució del govern a causa de les acusacions que el cap del clan, Ōtomo no Yakamochi, era responsable de l'assassinat del seu rival Fujiwara no Tanetsugu. La fortuna de la família havia decaigut l'any 791 quan Kūkai va viatjar a Nara, la capital de l'època, per estudiar a la universitat governamental, el Daigakuryō (大学寮). Els graduats solien ser elegits per a llocs de prestigi com a buròcrates. Les biografies de Kūkai suggereixen que es va desil·lusionar amb els seus estudis confucians, al mateix temps que va desenvolupar un gran interès pels estudis budistes.
Al voltant dels vint-i-dos anys, Kūkai es va introduir a la pràctica budista que implicava cantar el mantra d'Akasagarbha (en japonès: Kokūzō), el bodhisattva del buit. Durant aquest període, Kūkai va cercar amb freqüència regions muntanyenques aïllades on va cantar sense descans el mantra d'Akasagarbha. A vint-i-quatre anys va publicar la seva primera obra literària important, Sangō Shiiki, en què cita una extensa llista de fonts, entre elles els clàssics del confucianisme, el taoisme i el budisme. Els temples de Nara, amb les seves extenses biblioteques, tenien aquests textos.
Durant aquest període de la història del Japó, el govern central regulava estretament el budisme a través del Sōgō (僧綱, Oficina d'Afers Sacerdotals) i feia complir les seves polítiques, basades en el codi legal ritsuryō. Els ascetes i els monjos independents, com Kūkai, estaven perseguits i vivien al marge de la llei, però continuaven vagant pel camp o de temple en temple.
Durant aquest període de pràctica budista privada, Kūkai va tenir un somni, en què un home se li apareixia i li deia que el sutra de Mahavairocana és l'escriptura que contenia la doctrina que Kūkai cercava. Encara que Kūkai aviat va aconseguir obtenir una còpia d'aquest sutra que feia poc temps que estava disponible al Japó, de seguida va trobar dificultats. Gran part del sutra estava en sànscrit sense traduir i escrit en escriptura Siddhaṃ. Kūkai va trobar que la part traduïda del sutra era molt críptica. Com que Kūkai no va poder trobar ningú que pogués dilucidar-li el text, va acabar anant a la Xina per estudiar-hi el text. Ryuichi Abe suggereix que el sutra de Mahavairocana va servir de pont entre el seu interès per la pràctica dels exercicis religiosos i els coneixements doctrinals adquirits a través dels estudis.

### Viatge i estudi a la Xina
L'any 804, Kūkai va participar en una expedició patrocinada pel govern a la Xina, dirigida per Fujiwara no Kadanomaro, amb la finalitat d'aprendre més sobre el sutra de Mahavairocana. Els estudiosos no estan segurs de per què Kūkai va ser seleccionat per participar en una missió oficial a la Xina, d'acord amb els seus antecedents com a monjo privat que no estava patrocinat per l'Estat. Les teories inclouen connexions familiars dins del clan Saeki-Ōtomo, o connexions a través de companys del clergat o un membre del clan Fujiwara.
L'expedició incloïa quatre vaixells, amb Kūkai al primer vaixell, mentre que un altre famós monjo, Saichō era al segon vaixell. Durant una tempesta, el tercer vaixell va girar cua, mentre que el quart es va perdre al mar. El vaixell de Kūkai va arribar setmanes després a la província de Fujian on el vaixell fou confiscat i als passatgers se'ls va negar l'entrada. Kūkai, que dominava el xinès, va escriure una carta al governador de la província explicant la seva situació. El governador va permetre que el vaixell atraqués, i hom va demanar al grup que es dirigís a la capital de Chang'an (actual Xi'an), la capital de la dinastia Tang.
Després de nous retards, la cort Tang va concedir a Kūkai una plaça al temple de Ximing, on va començar a estudiar de debò el budisme xinès. També va estudiar sànscrit amb el pandit de Gandhara Prajnā (734–ca. 810), que s'havia format a la universitat budista índia de Nalanda.

Va ser l'any 805 quan Kūkai va conèixer finalment al mestre Huiguo (746–805) l'home que l'iniciaria en el budisme esotèric xinès (Tangmi) al monestir Qinglong de Chang'an (青龍寺). Huiguo procedia d'un il·lustre llinatge de mestres budistes, famós sobretot per traduir textos sànscrits al xinès, inclòs el sutra de Mahavairocana. Kūkai descriu la seva primera trobada:
| « | Acompanyat per Jiming, Tansheng i diversos altres mestres del Dharma del monestir de Ximing, vaig anar a visitar-lo [a Huiguo] i se'm va concedir una audiència. Quan em va veure, l'abat va somriure i va dir amb delit: "Des que em vaig assabentar de la teva arribada, t'he esperat ansiosament. És excel·lent, és excel·lent que ens hàgim trobat avui per fi! La meva vida s'acaba aviat, i encara no tinc més deixebles als quals transmetre el Dharma. Prepara sense demora les ofrenes d'encens i flors per a la teva entrada al mandala abhisheka". | » |

 Huiguo va atorgar immediatament a Kūkai el primer nivell d'abhisheka (iniciació esotèrica). Kūkai creia que hauria de passar vint anys estudiant a la Xina, però en pocs mesos va rebre la iniciació final, i es va convertir en un mestre del llinatge esotèric. Es diu que Huiguo va descriure l'ensenyament de Kūkai com «abocar aigua d'un gerro en un altre». Huiguo va morir poc després, no sense abans instruir a Kūkai perquè tornés al Japó i difongués allí els ensenyaments esotèrics, assegurant-li que altres deixebles continuarien el seu treball a la Xina.
Kūkai va arribar de tornada al Japó l'any 806 com a vuitè Patriarca del Budisme Esotèric, havent après sànscrit i la seva escriptura Siddhaṃ, estudiat el budisme indi, i havent estudiat les arts de la cal·ligrafia xinesa i la poesia, tot això amb reconeguts mestres. També va arribar amb un gran nombre de textos, molts nous al Japó i de caràcter esotèric, i també diversos textos sobre la llengua sànscrita i l'escriptura Siddhaṃ.
No obstant això, en absència de Kūkai l'emperador Kanmu havia mort i va ser substituït per l'emperador Heizei, que no mostrava gaire entusiasme pel budisme. El retorn de Kukai de la Xina va ser eclipsat per Saichō, el fundador de l'escola Tendai, que va trobar el favor de la cort durant aquest temps. Saichō ja havia aconseguit que els ritus esotèrics fossin reconeguts oficialment per la cort com a part integrant de la Tendai, i ja havia realitzat l'abhisheka, o ritual iniciàtic, per a la cort quan Kūkai va tornar al Japó. Més tard, amb la mort de l'emperador Kanmu, la fortuna de Saichō va començar a decaure.
Saichō va sol·licitar, l'any 812, que Kūkai li donés la iniciació introductòria i Kūkai va accedir-hi. També va concedir una iniciació de segon nivell a Saichō, però es va negar a atorgar-li la iniciació final (que hauria qualificat Saichō com a mestre del budisme esotèric) perquè Saichō no havia completat els estudis requerits, la qual cosa va portar a un enfrontament entre tots dos que no es va resoldre; aquesta disputa es va estendre més tard a les sectes Shingon i Tendai.
Poc se sap dels moviments de Kūkai fins a l'any 809, quan la cort finalment va respondre a l'informe de Kūkai sobre els seus estudis, que també contenia un inventari dels textos i altres objectes que havia portat, i una petició de suport estatal per establir el nou budisme esotèric al Japó. Aquest document, el Catàleg d'objectes importats, és el primer intent de Kūkai de distingir la nova forma de budisme de la que ja es practicava al Japó. La resposta de la cort va ser una ordre de residència al temple de Takao-san (actualment Jingo-ji) als suburbis de Kyoto. Aquesta seria la seu de Kūkai durant els següents catorze anys. L'any 809 també es va produir la retirada de l'emperador Heizei per malaltia i la successió de l'emperador Saga, que va recolzar Kūkai i va intercanviar poemes i altres regals.

### Sortint de la foscor

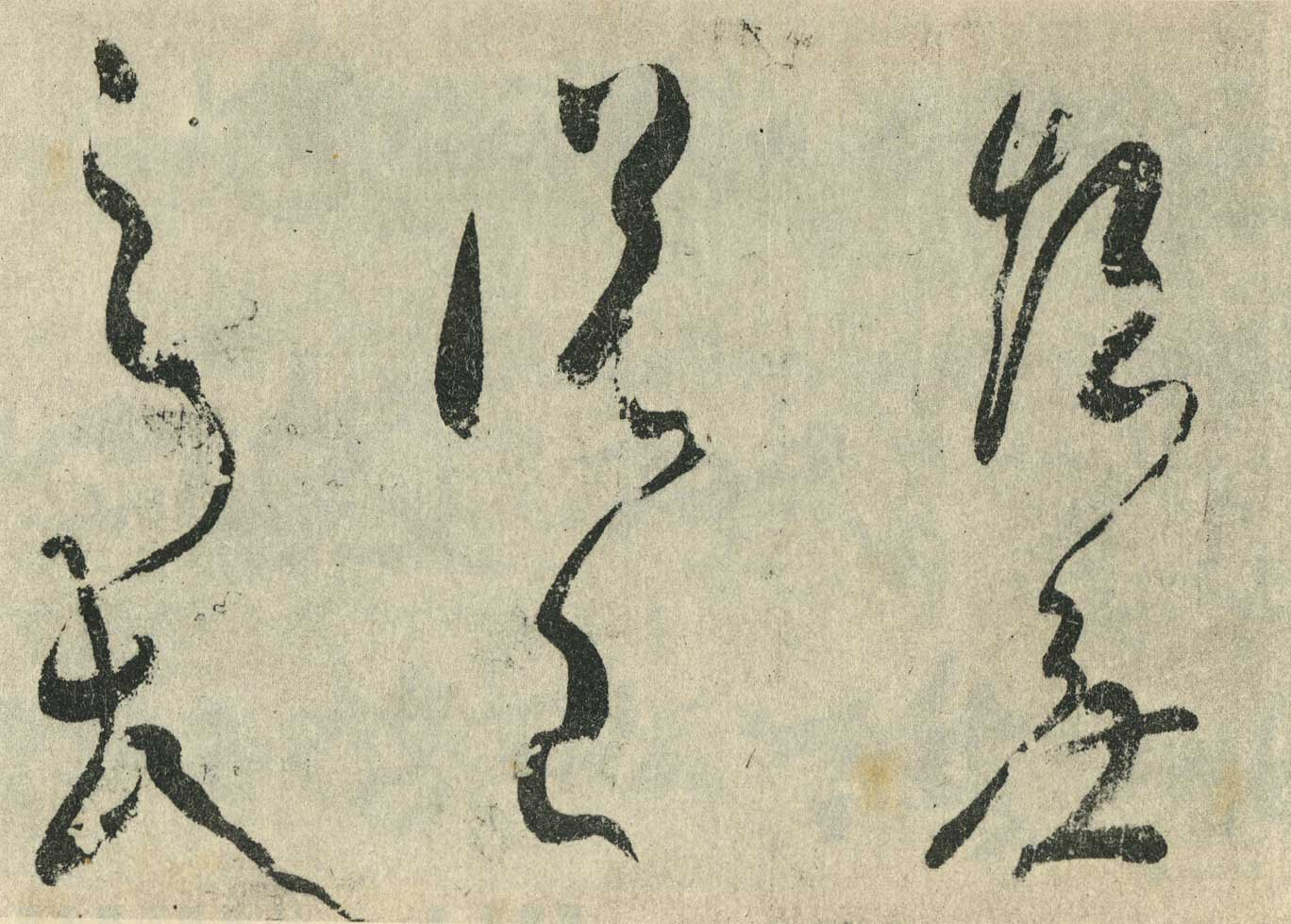
La cal·ligrafia de Kūkai, d'un segment de la seva obra Cui Ziyu 's Beliefs'(崔子玉座右銘)

L'any 810, Kūkai va emergir com a figura pública en ser nomenat cap administratiu de Tōdai-ji, el temple central de Nara, i cap de la Sōgō (僧綱, Oficina d'Afers Sacerdotals).
Poc després de la seva entronització, l'emperador Saga va emmalaltir greument, i mentre es recuperava, l'emperador Heizei va promoure una rebel·lió, que va haver de ser sufocada per la força. Kūkai va sol·licitar a l'emperador que li permetés dur a terme certs rituals esotèrics que, segons es deia, «permetien a un rei vèncer les set calamitats, mantenir les quatre estacions en harmonia, protegir la nació i la família, i donar consol a si mateix i als altres». La petició va ser concedida. Abans d'això, el govern confiava en els monjos de les escoles tradicionals de Nara per fer rituals, com el cant del Sutra de la Llum Daurada per reforçar el govern, però aquest esdeveniment va marcar una nova dependència de la tradició esotèrica per complir aquesta funció.
Amb les cerimònies públiques d'iniciació de Saichō i altres al temple de Takao-san el 812, Kūkai es va convertir en el mestre reconegut del budisme esotèric al Japó. Es va disposar a organitzar els seus deixebles en un orde, fent-los responsables de l'administració, el manteniment i la construcció al temple, i també de la disciplina monàstica. L'any 813, Kūkai va esbossar els seus objectius i pràctiques en el document anomenat Les amonestacions de Konin. Va ser també durant aquest període a Takaosan quan va completar moltes de les obres fonamentals de l'Escola Shingon:
- L'assoliment de la il·luminació en aquesta mateixa existència
- El Significat del So, la Paraula, la Realitat
- Significat de la paraula Hūm

Tots aquests van ser escrits el 817. Els registres mostren que Kūkai també estava ocupat escrivint poesia, dirigint rituals i escrivint epitafis i memorials per encàrrec. La seva popularitat a la cort no va fer més que augmentar i estendre's.
Mentrestant, els nous ensenyaments esotèrics i la literatura de Kukai van atraure l'escrutini d'un notable erudit-monjo de l'època anomenat Tokuitsu, que va intercanviar cartes d'anada i tornada l'any 815 demanant aclariments. El diàleg entre tots dos va resultar constructiu i va contribuir a donar més credibilitat a Kūkai, mentre que les Escoles de Nara es van interessar més per la pràctica esotèrica.

### Mont Kōya

Carta escrita per Kūkai a Saichō, guardada a Tō-ji

L'any 816, l'emperador Saga va acceptar la petició de Kūkai d'establir un retir a la muntanya al Mont Kōya com a retir dels assumptes mundans. El terreny va ser consagrat oficialment a mitjans de 819 amb rituals que van durar set dies. No obstant això, no va poder quedar-s'hi, ja que havia rebut una ordre imperial per actuar com a assessor del secretari d'Estat, per la qual cosa va confiar el projecte a un deixeble més gran. Com testifiquen les nombroses cartes que es conserven dirigides als mecenes, la recaptació de fons per al projecte va començar a ocupar gran part del temps de Kūkai, i les dificultats financeres van ser una preocupació constant; de fet, el projecte no es va realitzar completament fins després de la mort de Kūkai, el 835.
La visió de Kūkai era que la muntanya Kōya es convertís en una representació del Mandala dels Dos Regnes que formen la base del budisme Shingon: l'altiplà central com el mandala del Regne del Ventre, amb els pics que envolten la zona com a pètals d'un lotus; i situat al centre d'aquest estaria el mandala del Regne del Diamant en forma de temple al que va anomenar Kongōbu-ji. («Temple del Bec del Diamant»). Al centre del complex del temple es troba una enorme estàtua de Vairocana, que és la personificació de la Realitat Última.

### Obres públiques
L'any 821, Kūkai es va encarregar d'una tasca d'enginyeria civil, la de restaurar l'embassament de Manno, que continua sent l'embassament més gran de reg del Japó. El seu lideratge va permetre que el projecte, que abans trontollava, es completés sense problemes, i ara és la font d'algunes de les moltes històries llegendàries que envolten la seva figura. El 822 Kūkai va fer una cerimònia d'iniciació per a l'exemperador Heizei. Aquest mateix any va morir Saichō.

### Període Tō-ji

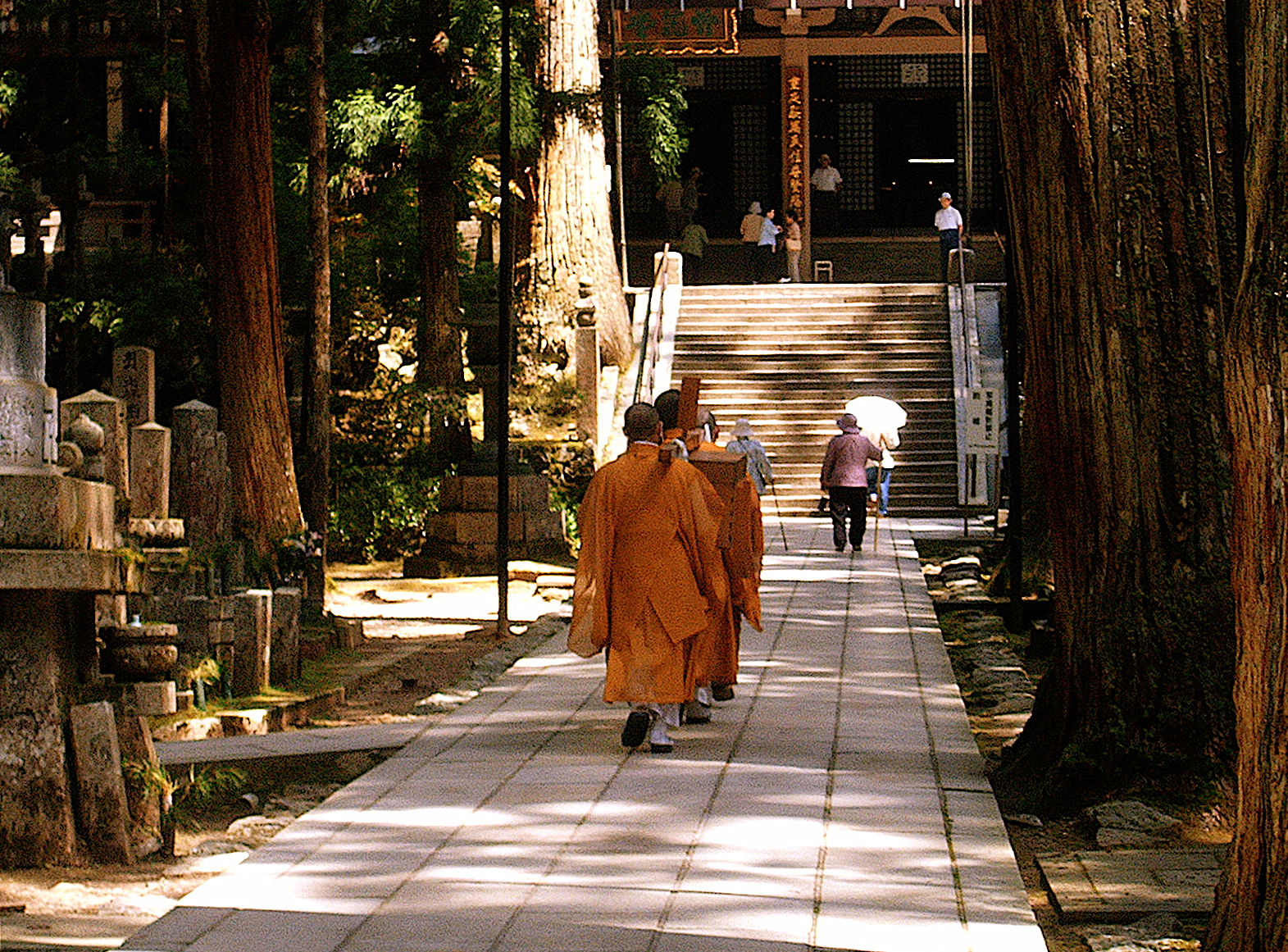
Monjos portant menjar a Kukai a la muntanya Kōya, ja que creuen que no està mort sinó meditant. Al seu mausoleu d'Oku-no-in es presenten diàriament ofrenes de menjar a Kukai a primera hora del matí i abans del migdia.

Quan l'emperador Kanmu va traslladar la capital l'any 784, no va permetre que els poderosos budistes dels temples de Nara el seguissin i va encarregar dos nous temples: Tō-ji (Temple Oriental) i Sai-ji (Temple Occidental) que flanquejaven la carretera d'entrada al sud de la ciutat, protegint la capital de les influències malignes. Tot i això, després de gairebé trenta anys els temples encara no estaven acabats. L'any 823, l'emperador Saga, que estava a punt de jubilar-se, va demanar a Kūkai, amb experiència en projectes d'obres públiques, que es fes càrrec de Tō-ji i acabés el projecte de construcció. Saga va donar l'ordre a Kūkai, cosa que li va permetre fer de Tō-ji el primer centre budista esotèric de Kyoto, i també li va donar una base molt més propera a la cort, i al seu poder.
El nou emperador, l'emperador Junna (r. 823–833) també estava ben disposat cap a Kūkai. En resposta a una petició de l'emperador, Kūkai, juntament amb altres líders budistes japonesos, va presentar un document on s'exposaven les creences, pràctiques i textos importants de la seva forma de budisme. En el seu decret imperial d'aprovació de l'esquema de budisme esotèric de Kūkai, Junna utilitza per primera vegada el terme Shingon-shū (真言宗, Secta dels mantres). Un decret imperial va concedir a Kūkai l'ús exclusiu de Tō-ji per a l'Escola Shingon, cosa que va crear un nou precedent, atès que anteriorment els temples havien estat oberts a totes les formes de budisme. També li va permetre retenir 50 monjos al temple i formar-los en el shingon. Aquest va ser el pas final per establir el shingon com un moviment budista independent, amb una sòlida base institucional amb autorització estatal. El shingon s'havia legitimat.
En 824, Kūkai va ser designat oficialment per al projecte de construcció del temple. Aquest any va fundar Zenpuku-ji, el segon temple més antic de l'Edo (Tòquio). El 824 també va ser nomenat per a l'Oficina d'Afers Sacerdotals. L'Oficina constava de quatre càrrecs, amb el de Sacerdot Suprem com a càrrec honorífic que sovint quedava vacant. El cap efectiu del Sōgō era el Daisōzu (大僧都, Director superior). El nomenament de Kūkai va ser per al càrrec de Shōsōzu (小僧都, Director junior). A més hi havia un Risshi (律師, Mestre Vinaya) que era responsable del codi de disciplina monàstica. Al temple Tō-ji, a més de la sala principal (kondō) i alguns edificis menors al lloc, Kūkai va afegir la sala de conferències l'any 825, que va ser dissenyada específicament segons els principis del budisme Shingon, i va incloure la realització de 14 imatges de Buda. També el 825, Kūkai va ser convidat a ser tutor del príncep hereu. Després, el 826, va iniciar la construcció d'una gran pagoda al Tō-ji que no es va completar en vida (la pagoda actual va ser construïda el 1644 pel tercer shogun Tokugawa, Tokugawa Iemitsu). L'any 827 Kūkai va ser ascendit a Daisōzu, el càrrec que presidia els rituals d'estat, l'emperador i la família imperial.
L'any 828, Kūkai obrí la seva Escola d'Arts i Ciències (Shugei Shuchi-in). L'escola era una institució privada oberta a tothom, independentment del rang social. Això contrastava amb l'única altra escola de la capital, que només era oberta als membres de l'aristocràcia. L'escola ensenyava taoisme i confucianisme, a més de budisme, i oferia menjars gratuïts als alumnes. Això darrer era essencial perquè els pobres no podien permetre's viure i assistir a l'escola sense això. L'escola va tancar deu anys després de la mort de Kūkai, quan es va vendre per comprar uns camps d'arròs per donar suport als assumptes monàstics.

### Últims anys
Kūkai va completar el seu magnum opus, el Jūjūshinron (十住心論, Tractat sobre les deu etapes del desenvolupament de la ment) el 830. A causa de la seva gran extensió, encara no ha estat traduït completament a cap idioma. Un resum simplificat, Hizō Hōyaku (秘蔵宝鑰, La clau preciosa del tresor secret) la va seguir poc després. L'any 831 van aparèixer els primers símptomes de la malaltia que acabaria provocant la mort de Kūkai. Va intentar retirar-se, però l'emperador no va acceptar la dimissió i, a canvi, li va donar la baixa per malaltia. Cap a finals de 832, Kūkai va tornar al mont Kōya i va passar-hi la major part del que li restava de vida. El 834, va sol·licitar a la cort que s'establira una capella shingon al palau amb el propòsit de fer-hi rituals que asseguressin la salut de l'estat. Aquesta petició va ser concedida i el ritual shingon va incorporar-se al calendari oficial d'esdeveniments de la cort. L'any 835, tot just dos mesos abans de la seva mort, Kūkai va obtenir finalment el permís per ordenar anualment a tres monjos shingon al mont Kōya. El nombre de nous ordenats continuava sent estrictament controlat per l'Estat. Això volia dir que Kōya havia passat de ser una institució privada a una patrocinada per l'Estat.
En acostar-se el final, va deixar de prendre menjar i aigua, i va passar gran part del temps absort en la meditació. A mitjanit del dia 21 del tercer mes (835), va morir a l'edat de 62 anys. L'emperador Ninmyō (r. 833-50) va enviar un missatge de condol al mont Kōya, expressant el seu pesar per no haver pogut assistir a la incineració a causa del retard en les comunicacions causat per l'aïllament del mont Kōya. No obstant això, Kūkai no va rebre la cremació tradicional, sinó que, d'acord amb la seva voluntat, va ser enterrat al cim oriental del mont Kōya. «Quan, algun temps després, es va obrir la tomba, se'l va trobar com si seguís dormint, amb la pell inalterada i els cabells una mica més llargs.»
La llegenda diu que Kūkai no ha mort, sinó que ha entrat en un etern samadhi (trànsit meditatiu) i continua viu a la muntanya Kōya, esperant l'aparició de Maitreya, el Buda del futur.